# 超人X (漫畫)
《超人X》是日本漫畫家石田翠創作的漫畫作品，於2021年5月10日起在《隔壁的YOUNG JUMP》連載。由於反響熱烈，本作於《週刊YOUNG JUMP》2021年46號至2022年10號進行出張連載。

## 劇情

### 設定
本作的背景設定在一個架空世界。「超人」是指擁有異於常人能力的人類，大約每1000人之中會有一人具備「超人」的才能。有些「超人」將能力用來行善，也有些用來滿足私慾或犯罪。20世紀時，因為「超人」造成大量混亂，世界各國分裂成多個自治縣。本作的故事發生在日本的大和縣。

### 故事大綱
黑原時央是一名平凡的高校生，沒有特別的志向，經常與充滿正義感且能力出色的死黨東吾妻一起行俠仗義。某次，一個惡霸施打了可以使人變成「超人」的藥劑，向吾妻尋仇。情急之下，時央和吾妻撿起那種藥劑，並幫彼此施打。時央因此獲得「獸化超人」的能力，並打倒了惡霸，然而吾妻並沒有變身的跡象。另一方面，出身農家的乙田艾莉在飛機上被煙霧超人襲擊，極罕見地得到了煙霧超人的能力。煙霧超人想要拉攏艾莉，但艾莉不肯，最後是由超人「星·桑德克」出手拯救她。
時央在被藥劑提供者追擊時，偶然遇見艾莉。兩人被其他善良超人所救後，時央進入大和縣當地的善良超人機構「大和守」（由桑德克領導），與艾莉一起接受取得超人證明的訓練。

## 登場人物
黑原時央（／）
住在大和縣的高校生，因為死黨吾妻太過優秀而常感到自卑。在施打藥劑後獲得了「獸化超人」的能力，外型類似禿鷹。
乙田艾莉（／）
農家之女，希望賺大錢來實現自己的夢想。在被超人能力攻擊後獲得了「煙霧超人」的能力。
東吾妻（／）
時央的友人，正義感強烈，路見不平一定出手相助。

## 出版書籍
| 卷數 | 集英社         | 集英社                 | 尖端出版      | 尖端出版                                               |
| 卷數 | 發售日期       | ISBN                   | 發售日期      | ISBN / EAN                                             |
| ---- | -------------- | ---------------------- | ------------- | ------------------------------------------------------ |
| 1    | 2021年12月17日 | ISBN 978-4-06-398033-2 | 2022年7月28日 | ISBN 978-626-33-8069-1                                 |
| 2    | 2021年12月17日 | ISBN 978-4-08-892167-9 | 2022年7月28日 | ISBN 978-626-33-8074-5                                 |
| 3    | 2022年5月18日  | ISBN 978-4-08-892318-5 | 2023年2月1日  | ISBN 978-626-35-6003-1                                 |
| 4    | 2022年9月16日  | ISBN 978-4-08-892458-8 | 2023年9月15日 | ISBN 978-626-35-6974-4                                 |
| 5    | 2023年1月19日  | ISBN 978-4-08-892573-8 | 2024年3月20日 | ISBN 978-626-37-7693-7                                 |
| 6    | 2023年5月19日  | ISBN 978-4-08-892691-9 | 2024年7月19日 | ISBN 978-626-37-7994-5                                 |
| 7    | 2023年9月19日  | ISBN 978-4-08-892792-3 | 2025年1月10日 | ISBN 978-626-40-3415-9                                 |
| 8    | 2023年12月19日 | ISBN 978-4-08-893018-3 | 2025年7月25日 | ISBN 978-626-43-4082-3 EAN 471-770-22-9878-4（特裝版） |
| 9    | 2024年4月18日  | ISBN 978-4-08-893219-4 |               |                                                        |
| 10   | 2024年7月18日  | ISBN 978-4-08-893269-9 |               |                                                        |
| 11   | 2024年11月19日 | ISBN 978-4-08-893428-0 |               |                                                        |
| 12   | 2025年4月17日  | ISBN 978-4-08-893571-3 |               |                                                        |

## 外部連結
- - 隔壁的YOUNG JUMP（日語）
- - 週刊Young Jump官網（日語）